# 朝鲜中央广播电视委员会
朝鲜中央广播电视委员会（：／ Joseon Jungang Bangsong Wiwonhoe ），也称为朝鲜中央广播公司（：／ Joseon Jungang Bangsong)，是朝鲜的国有媒体。
该委员会隶属于朝鲜内阁，但其人员由朝鲜劳动党宣传鼓动部选择和任命。宣传鼓动部还向委员会分配任务。黄永波为委员会主席。
委员会总部在平壤直辖市牡丹峰区域战胜洞。它是亚太广播联盟的成员。该委员会在一年一度的白头山公务员奖比赛中有一支运动队。

## 服务
朝鲜三大电视台和200家广播电台受控于该机构。只有平壤FM广播电台、平壤广播电台、朝鲜劳动党统战部下属的救国之声例外。 该委员会还控制着朝鲜中央通讯社。

### 电视
- 朝鲜中央电视台

### 广播
- 朝鲜中央广播电台（国内广播网）
- 第三广播（用于对国内民众发表敏感公告的有线广播网）
- 朝鲜之声广播电台

## 获取时间表
节目表可在《勞動新聞》、《民主朝鲜》、《平壤新闻》、《临津江》获取。

## 知名主播
- 李春姬

## 延伸阅读
- 金正日.  (PDF). 1967年6月30日  [2022年1月25日]. （原始内容存档 (PDF)于2019年11月24日）.
- 金正日.  (PDF). 1971年6月14日  [2022年1月25日]. （原始内容存档 (PDF)于2019年11月24日）.